# Trigonella foenum-graecum
Il fieno greco (Trigonella foenum-graecum L., 1753) è una pianta della famiglia delle Fabacee (sottofamiglia Faboideae).
Il nome del genere si riferisce alla forma triangolare dei semi, l'epiteto specifico al suo uso nell'antichità per l'alimentazione del bestiame.
Il componente caratteristico del fieno greco è la trigonellina contenuta all'interno dei semi.

## Storia
Se ne trova traccia nella Persia e nell'antico Egitto. A nord delle Alpi fu coltivata dai monaci benedettini nei giardini dei monasteri. Citata nel Capitulare de villis di Carlo Magno (del 795 circa).
Tra maggio e luglio del 2011 è stata protagonista di un'epidemia di diarrea emorragica in Europa, particolarmente estesa in Germania. Furono registrati circa 4.000 casi, compresi 850 casi complicati da sindrome emolitico-uremica, e 50 decessi. La causa venne attribuita a contaminazione da parte di Escherichia Coli (ceppo O104:H4) di germogli di trigonella importati nel 2009 dall'Egitto e utilizzati per guarnire le portate di diversi ristoranti.

## Descrizione

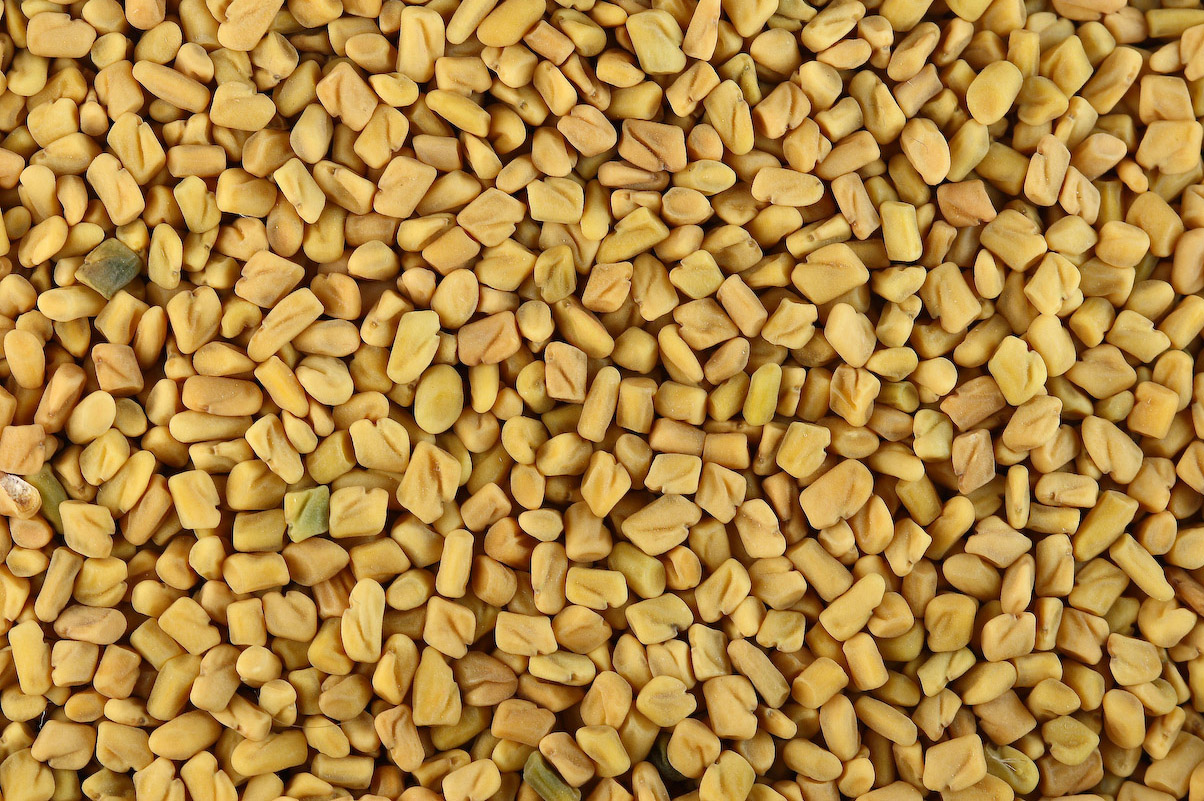
Semi di fieno-greco

È una pianta annuale, alta fino a 60 cm. Le foglie sono composte, trifogliate, simili a quelle del trifoglio. Fiorisce da maggio a giugno.
I frutti sono legumi di circa 8 cm contenenti una ventina di semi triangolari di colore giallo-bruno.

## Distribuzione e habitat
La specie è originaria di Iran, Iraq, Afghanistan e Pakistan.
Adatta alle zone secche, accetta anche un terreno ad elevata salinità. Utilizzata in una lunga fascia a clima asciutto, dal Marocco all'Egitto, alla Persia, all'India, alla Cina.

## Usi

### Alimentari
I semi vengono largamente utilizzati in cucina. Ha un odore caratteristico, per taluni di difficile apprezzabilità.
In India - il maggior produttore e consumatore di fieno greco - l'uso dei semi in cucina è assai comune (p.es. per alcuni tipi di curry). Si consumano anche i germogli e le foglie, sia fresche che essiccate.
- È ancora utilizzata come foraggio in India.
- Utilizzata anche come infuso.
- Utilizzata nell'industria dei cosmetici.
- Utilizzata nei periodi di convalescenza.
- Utilizzata come aroma nei liquidi organici per sigarette elettroniche.[senza fonte]

### Farmaceutici
- Studi clinici[7] dimostrano la validità di questa pianta per la lotta al diabete: il decotto di semi induce un abbassamento molto rapido del tasso di zuccheri nel sangue.
- La tradizione popolare italiana la consiglia per aumentare la produzione di latte nelle puerpere; questa sua azione galattogena è riconosciuta anche in U.S.A. e nei paesi del Terzo Mondo.[8][9]
- È riconosciuto il ruolo dei semi come epatoprotettori, in particolare nell'intossicazione da etanolo[10] e nella steatosi epatica associata all'obesità.[11]
- È considerato un ottimo ricostituente, in quanto ricco di saponine, che hanno l'effetto di stimolare l'appetito. È ricco di ferro, quindi è indicato per combattere le anemie,[12] considerando anche il fatto che incrementa la produzione di globuli rossi svolta dal midollo osseo.[13]